# 河南油田
河南油田隶属于中国石油化工股份有限公司，是中华人民共和国河南省的第二大油田，位于南阳地区。河南油田发现于1970年代，至今已累计在南阳凹陷和泌阳凹陷探明石油地质储量2.7亿吨。

## 歷史
河南油田1970年开始勘探，1971年8月在南襄盆地南阳凹陷东庄构造发现工业油气流，1972年5月1日正式成立南阳石油勘探指挥部，后更名为河南石油勘探局。1975年在东濮凹陷的濮参1井勘探出油，发现了东濮（中原）油田。河南油田1977年5月1日进行开发会战，河南油田的名字被刻在了北京中华世纪坛上。1993年，河南油田中标新疆焉耆盆地风险勘探，相继发现了宝浪油田和本布图油田，探明石油地质储量4000多万吨。1998年石油、石化两大公司重组时划归中国石化集团公司。
隶属于中国石化集团的河南油田位于南阳盆地，工矿区横跨河南、新疆、安徽、黑龙江4个省区。目前，油田主要探区分布在河南南阳、泌阳凹陷，秦岭、大别北侧，赣南皖北望江、潜山盆地，新疆焉耆、塔里木盆地的孔雀河、两北区块，内蒙巴彦浩特盆地，东北三江盆地，面积95847平方千米，资源量近34亿吨。在油气勘探过程中，河南油田还发现了泌阳凹陷的安棚天然碱矿和舞阳凹陷的叶县盐田，探明天然碱储量6000万吨、岩盐地质储量2300亿吨。

## 開採狀態
河南油田是集油气勘探开发、精细化工、施工作业、机械制造、多种经营、社会服务于一体的国有企业。油田存续部分分为石油工程、公用工程、社会服务、多种经营四大板块。近年来，外创市场力度不断加大，石油、公用工程外部市场主要分布在4个国家、21个省区、80个市场。石油工程板块2004年实现产值12.75亿元。国际工程主要有尼日利亚油气开发区块项目和埃及修井、苏丹顶驱项目。钻修井机、石蜡等产品远销哈萨克斯坦、蒙古、越南、美国、墨西哥等国家。
油田生活区主要有五一、双河、涧河、南阳四大社区，基地已建成五一、黄山、泰山、大庆等31个住宅小区，成套住宅2.87万套，配套建设宣传教育、文化娱乐、文教卫生、生活福利设施。
截至2004年底油田下设33个二级单位（分公司9个，勘探局24个），矿区职工家属12万多人。用工总量33354人，总资产111.33亿元，净资产54.18亿元。经过33年的发展，已成为一个集石油勘探、油气开发、精细化工、基本建设、规划设计、机械制造于一体的综合性石油化工基地。累计实现销售收入480亿元，上缴国家利税87.7亿元。

## 外部連結
- 河南油田論壇 （页面存档备份，存于）
- 中石化河南油田分公司 （页面存档备份，存于）